# Korab
Korab je geomorfologický celek nacházející se na hranici dvou zemí - Albánie a Severní Makedonie. Geograficky patří do Šarského horského systému. Masiv má několik vrcholů. Nejvyšším bodem je Velký Korab (2764 m), který je zároveň nejvyšším vrcholem obou států.

## Geografie
Na severomakedonskou stranu do údolí Radika spadají vrcholy strmě ve formě až 500 metrových stěn. Zvláště pozoruhodná je také alpská oblast Kabash s několika naprosto nepřístupnými vrcholy. V její nejvyšší části, nad 2000 m panuje alpinské klima, které podporuje výskyt alpinské flory.
Mezi nejdůležitější vrcholy patří:
- Velký Korab (mak.: Голем Кораб (Golem Korab) nebo Кобилино Поле (Kobilino Pole));
- Kepi Bar (2595 m)
- Mala Korapska Vrata (2425 m; starší data)
- Kabash (2395 m)
- Ciganski Premin (2295 m)
- Plocha (2235 m)
- Visoka Karpa (2090 m)

## Turismus
Během Makedonské války byla přední linie přímo na Korabu. Ještě dnes je oblast kolem hory střežena a odminovávána. Dříve byl výstup na nejvyšší horu možný jenom po vyřízení nepříjemných byrokratických procedur a za armádního doprovodu, to už je ale od roku 2009 minulostí. Návštěvník se jen musí prokázat dokladem totožnosti u kontrolního stanoviště Strezimir.
Oblíbený je výstup na Korab spolu s horským klubem PSD „Korab“ - Skopje, který zde každoročně v září organizuje mezinárodní výstup na vrchol.